# Adolf Schlatter
Pour les articles homonymes, voir Schlatter.
Adolf Schlatter (né le 16 août 1852 à Saint-Gall ; mort le 19 mai 1938 à Tübingen), était un théologien et un professeur protestant suisse qui enseigna le Nouveau Testament et la systématique à Greifswald, Berlin et Tübingen.
Fils d'un prédicateur piétiste, il étudia la philosophie et la théologie à Bâle et Tübingen au cours des années 1871-1875. En 1880 il passa un doctorat d'État. En 1888 il commença à enseigner à l'université de Berne. Des chaires de professeur suivirent à Greifswald et Berlin où il devait se situer à l'opposé d'Adolf von Harnack (1893-1898) et Tübingen (1898-1930).
Il fut à partir de 1897 coéditeur de la revue Beiträge zur Förderung christlicher Theologie à côté de Hermann Cremer.
Schlatter se fit surtout connaître par ses commentaires sur le Nouveau Testament qu'il destinait à un large public. Il était convaincu de la révélation de Dieu dans la nature et dans Jésus-Christ. Cette conviction l'amena à critiquer les idées philosophico-religieuses de l'idéalisme allemand. L'exégèse biblique réaliste mit également Schlatter en conflit avec les courants modernes dans l'Église protestante. Par ailleurs, Schlatter s'efforçait de développer une théorie de la connaissance qu'il pût mettre en accord avec ses convictions religieuses.
À Stuttgart existent des Archives Adolf-Schlatter et une Fondation Adolf-Schlatter.
À Tübingen il existe une « Maison Adolf-Schlatter » dans l'Österbergstrasse et un « Foyer Adolf-Schlatter ».
Il est également connu pour avoir encouragé Helene von Mülinen à écrire sur la religion.

## Schlatter et l'antisémitisme nazi
Le rôle de Schlatter au temps du Troisième Reich fait l'objet d'un débat scientifique. Dans son livre Nazi Germany and the Jews 1939-1945 l'historien Saul Friedländer, lauréat du Prix Pulitzer, estime que Schlatter appartenait à un « noyau dur » qui détestait les juifs et considérait comme trop douces les lois antisémites des nazis. Une brochure populaire de Schlatter datant de 1935 portait le titre Wird der Jude Über uns Siegen? Ein Wort für die Weihnacht [Le Juif nous vaincra-t-il ? Un mot pour Noël] qui déplorait la « situation favorable » des Juifs dans l'Allemagne contemporaine. En quelques semaines il s'en vendit 50 000 exemplaires. Werner Neuer en revanche lit le même texte comme une attaque contre le racisme et un avertissement contre le régime nazi, en soulignant que la brochure a été interdite et confisquée par la Gestapo et mise sur la liste des écrits préjudiciables et indésirables. Anders Gerdmar expose la complexité de l'attitude de Schlatter : bien qu'il fût sans aucun doute opposé au national-socialisme (il a vivement critiqué le néo-paganisme nazi, le mythe de la race et le culte du Führer, en même temps qu'il n'a jamais soutenu le parti national-socialiste) et malgré sa vision positive du judaïsme dans l'histoire du salut, il a « indirectement et directement » « légitimé » l'oppression des Juifs. « Il nous est impossible de savoir s'il l'avait compris ou non ». En 2012, James E. McNutt a publié une analyse détaillée sur la manière dont l'antisémitisme de Schlatter et son anti-judaïsme ont pu s'accorder avec sa critique du nazisme.